# Nayeon
Im Na-jon (korejsky 임나연, Im Na-jŏn, * 22. září 1995), známá pod uměleckým jménem Nayeon, je jihokorejská zpěvačka. Proslavila se jako členka jihokorejské dívčí skupiny Twice, která vznikla pod společností JYP Entertainment prostřednictvím reality show Sixteen.
Ve skupině působí jako vedoucí zpěvačka, vedoucí tanečnice, střed skupiny a tvář skupiny. V roce 2022 se její debutové EP Im Nayeon dostalo na 7. místo v americkém žebříčku Billboard 200, čímž se stala první jihokorejskou sólistkou, která se dostala do prvních deseti pozic na žebříčku.

## Životopis

### Mladí
Nayeon se narodila dne 22. září 1995 v Sangil-dong v Jižní Koreji. Má mladší sestru Im So-jon. V roce 2010 se tajně přihlásila na sedmý otevřený konkurs u společnosti JYP Entertainment a 15. září téhož roku se stala praktikantkou. Roku 2013 byla Nayeon zařazena jako členka skupiny 6mix, ale tato skupina nikdy nedebutovala. Ještě před debutem v Twice v roce 2015 se objevila v několika reklamách a hudebních videích. Například v písni od Got7 „Girls girls girls“ a Miss A „Only You“.

## Kariéra

### 2015–dosud:Sixteen, Twice a sólový debut

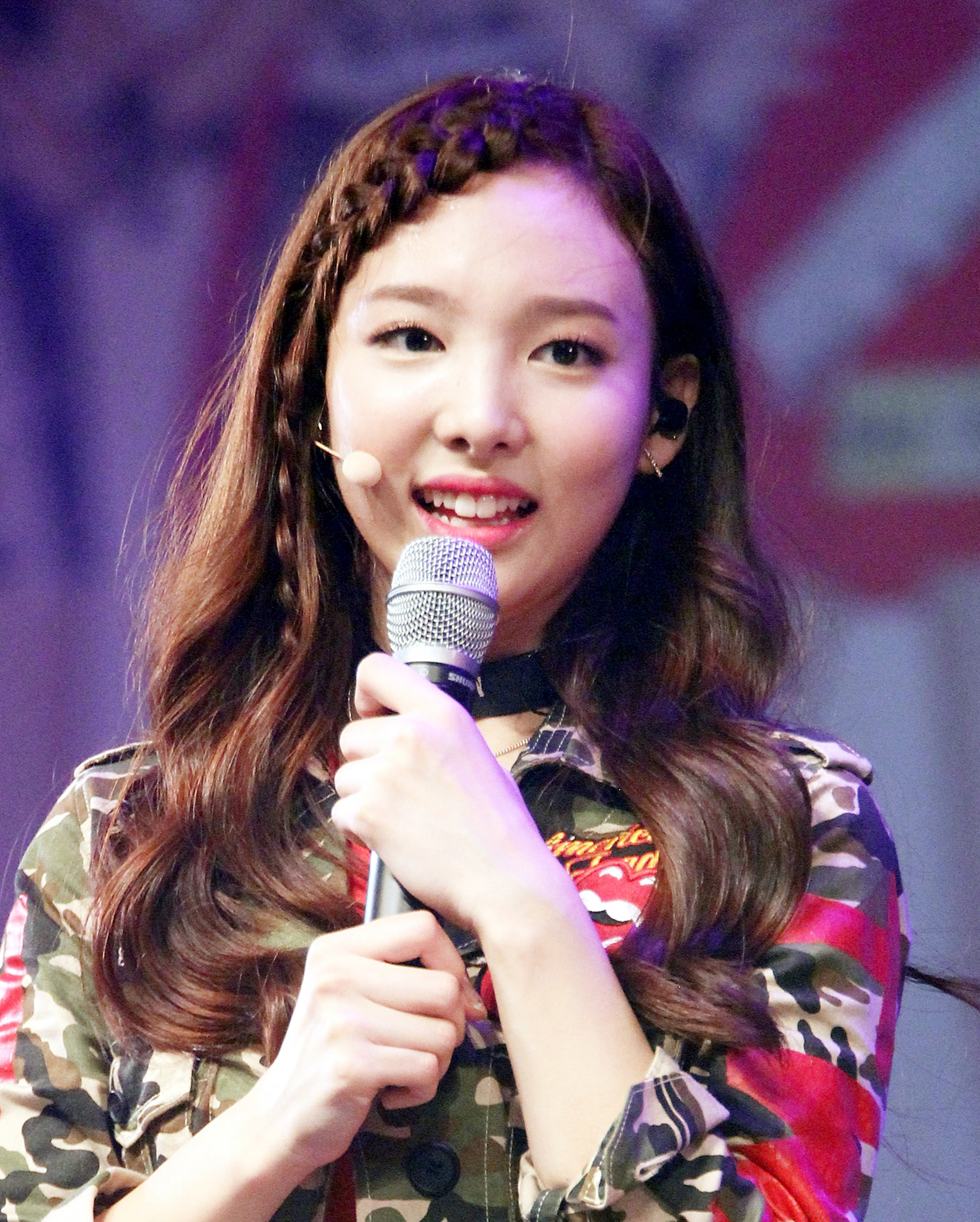
Nayeon v říjnu 2015

V roce 2015 byla Nayeon přeřazena JYP Entertainment do pořadu Sixteen. V říjnu pak oficiálně debutovala jako členka Twice s jejich prvním EP The Story Begins. Působí zde jako tvář a střed skupiny a také jako vedoucí tanečnice. V roce 2019 byla Nayeon také zvolena osmou nejoblíbenější ženskou K-popovou idolkou v průzkumu mezi vojáky vykonávajícími povinnou vojenskou službu v Jižní Koreji.
Dne 19. května 2022 bylo oznámeno, že Nayeon bude debutovat jako sólová umělkyně 24. června s EP Im Nayeon.

## Diskografie

### EP
| Název     | Datum vydání    | Vydavatel                            | Reference |
| --------- | --------------- | ------------------------------------ | --------- |
| Im Nayeon | 24. května 2022 | JYP Entertainment • Republic Records | [ 10 ]    |
| NA        | 12. června 2024 | JYP Entertainment • Republic Records |           |

## Filmografie

### Televize
| Rok  | Název                             | Síť | Role                              | Poznámky | Reference |
| ---- | --------------------------------- | --- | --------------------------------- | -------- | --------- |
| 2012 | Dream High 2                      | KBS | Jung Ui-bongova taneční partnerka | cameo    | [ 11 ]    |
| 2018 | Idol Star Athletics Championships | MBC | moderátorka                       |          | [ 12 ]    |